# 化学安全
化学安全（かがくあんぜん）は、化学製品、化学反応等に関わる安全である。

## 化学製品安全
化学製品の使用・取扱・用途に関する安全である。国際的に化学業界が推進しているProduct Stewardshipという概念はこれにあたる。

## 化学反応安全
化学プロセスの安全。化学プロセスはその温度(熱)、圧力(爆発)による人の健康や環境に対する危険性が考慮されなければならない。　また、漏出や爆発・火災時には化学物質により人や環境や財産が影響を受ける場合がある。

## 化学品のライフサイクルと安全
化学製品安全を守るには、化学製品が固有に持つ危険な性質(危険有害性)と、その適切な使用取扱の理解が不可欠である。化学物質は適切な使用取扱いがなされ、曝露が抑制されれば人や環境や財産の安全を確保できて、健康で文化的な生活に寄与できる。化学物質が固有に持つ性質はそれが誕生してから消滅するまで変わらないが、その人や環境や財産への影響の仕方は使用取扱の方法によって違ってくる。このため、化学品の安全性を担保するには、化学品の誕生してから消滅するまで、すなわち、化学品のライフサイクル(生命周期)に沿って安全を考える必要がある。
化学品のライフサイクルは製造、輸送、貯蔵、使用、廃棄の段階に分けることができるが、使用取扱の様相は各段階で違ったものとなり、化学品への暴露の様相や量が異なったものとなり、したがって、別々に考察されることも必要となる。

### 製造
化学品の安全を考えるために必要な、製造のタイプには三つのタイプがある:
1. 化学品の製造。対象としている化学品を製造する場合、言い換えると、他の化学物質を「消滅」させ対象化学品を「誕生」させる場合、あるいは天然の混合物から精製や濃縮をして製造する場合:  アンモニア製造、プロピレンの製造、ガソリンの製造、ヘリウムの製造、水素の製造、アセチルサリチル酸の製造、ムスク(麝香)の製造。

1. 配合品の製造。対象としている化学品を配合・混合してそれを製品とする場合: 塗料、接着剤、芳香剤、洗浄剤、薬。これらは「使用」であるとも言える。

1. 物品の製造。対象としている化学品から物品を製造したり、物品に組み込んだりする場合：自動車の塗装, 電解液を入れて電池とする、壁材や家具を塗装する。これらは「使用」であるとも言える。

化学品の製造段階では化学品の「使用」や「貯蔵」が伴うものである。また、化学品の製造では、「化学プロセス安全」が安全を考えるための重要な要素となる。

### 輸送
化学品は充填され、自動車、飛行機、船舶、鉄道などのいろいろな輸送モードで輸送される。　輸送という意味では共通しているが、化学製品にかかわって異なる内在する危険性があるため別々の考慮も必要である。　充填は「貯蔵」の一側面でもある。また、輸送車は「移動貯蔵所」との法的な扱いがなされる場合もある。
日本では、消防法、道路交通法、鉄道や軌道に関する法律、航空輸送に関する法律、海上輸送に関する法律で規制されている。

### 貯蔵
貯蔵は化学工場で貯蔵される場合もあれば、石油やガソリンのように流通や消費前の一段階として大量に貯蔵される場合もある。貯蔵タンクからの漏出や爆発が環境や人や財産(住宅や車)に被害を及ぼす場合がある。
日本では消防法による規制がなされているものである。

### 使用
化学製品を使用するのは化学物質を製造する会社にとどまらず、その化学物質を配合・混合して販売する会社、その化学物質からテレビや自動車や床板などの物品(アーティクル)を製造する会社においても使用する。そればかりか、一般消費者においても、日常生活のありとあらゆる局面で化学製品を使用している。たとえば、洗剤や芳香剤や塗料。また、物品の使用もまた広い意味では化学製品の使用を伴うことがほとんどである。材木は基本的には天然素材で化学製品とは言えないが、それには防腐剤が使用されていることも多い。

### 廃棄
特定の化学品は別の化学品となったりして「消滅」する場合も多いが、そのまま、あるいは、物品の一部として埋め立てたり、焼却したりして廃棄され環境に排出される場合も多い。元素は一般には「消滅」しない(放射性元素は「消滅」して、新しい元素を「誕生」させる場合がある)--金属元素による環境汚染が懸念される一因である。

## 参考資料
1. 日本化学会編　化学安全ガイド ISBN 4-621-04662-4
2. OECD Chemical safety and biosafety